# 小原茂
小原 茂（おばら しげる、1964年10月6日 - ）は、鹿児島県鹿児島市出身のNHKの元管理職、元チーフアナウンサー。現在、嘱託職。

## 来歴
鹿児島県立鶴丸高等学校、九州大学法学部を卒業。
1987年、NHKに入局。研修後、鹿児島放送局に配属。
その後、徳島放送局→広島放送局→岡山放送局→東京アナウンス室と異動。
アナウンサー時代は、スポーツアナウンサーとして活躍し、大相撲中継（1990年九州場所 - 2005年夏場所）のほか、2006年2月には、トリノオリンピックのジャパンコンソーシアムのメンバーとして初参加し、ボブスレーとリュージュを担当した。
その後、管理職の道へ進み、福岡放送局のアナウンス専任部長、熊本放送局の放送部長、鹿児島放送局の放送部長、日本語センター出向、ラジオセンター専任部長、宮崎放送局の局長を経て、2023年6月30日で役職定年となり、2023年7月から佐賀放送局でシニア・エキスパート（嘱託）として18年ぶりアナウンサーに復帰。

## 現在の出演番組
- 鹿児島県のニュース・中継・リポート
- 情報WAVE845かごしま（ローテーション制）
- スポーツ中継

## 過去の出演番組
- イブニングネットワークとくしま
- 大相撲中継他スポーツ中継（馬術など）
- トリノオリンピック（ボブスレー・リュージュ）
- ニュース「記録的大雨から1週間」（2023年7月17日・九州沖縄地方） - 唐津市浜玉町から中継・リポート
- ニュースただいま佐賀（2023年12月25日・26日） - 竹野大輝（隔週）の代理キャスター
- 令和6年能登半島地震の緊急対応による金沢放送局への応援派遣
  - ニュースいしかわ845（2024年2月7日）
  - おはよう石川（2024年2月8日）
  - 能登半島地震 石川県のニュース・ライフライン情報（2024年2月9日[注釈 1]） - ニュースリーダー（ライフライン情報のみ）
- 佐賀県のニュース・中継・リポート
- ニュースおかえり佐賀845（ローテーション制）
- ただいま佐賀+（ローテーション制）
- ニュースただいま佐賀（「YUYAのオーレ！サガン鳥栖」、池野健不在時の月曜）